# Sendero Histórico Juan Bautista de Anza
El Sendero Histórico Nacional Juan Bautista de Anza es una ruta que se extiende desde Sonora, la frontera entre Estados Unidos y México en Arizona, el Valle de Mexicali, el desierto de California, las áreas costeras del sur de California y la región de la Costa Central hasta San Francisco a través de 1950 km. La ruta retoma la camino que el comandante español Juan Bautista de Anza tomó desde la provincia de Sonora y Sinaloa (Estado de Occidente) de la Nueva España en el México colonial hasta la provincia de Las Californias entre 1775 y 1776. Su propósito era facilitar el curso de la colonización española de California estableciendo una ruta terrestre hacia el norte para que muchos la siguiera, establecer una misión y un presidio en la Bahía de San Francisco. Fue utilizado por cinco años antes de que los indios quechan (yuma) lo cerraran en 1781 y se mantuvo así durante los siguientes 40 años.  Forma parte del Sistema nacional de senderos de los Estados Unidos administrado por el Servicio de Parques Nacionales. 

## Historia

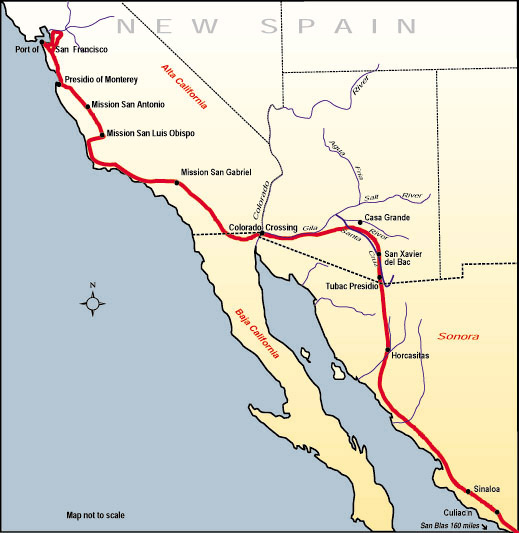
Mapa de la ruta que viajó Juan Bautista de Anza en 1775-76 desde México hasta el actual San Francisco a través del corredor del río Gila y el cruce de Yuma del río Colorado.

### Primer viaje a California

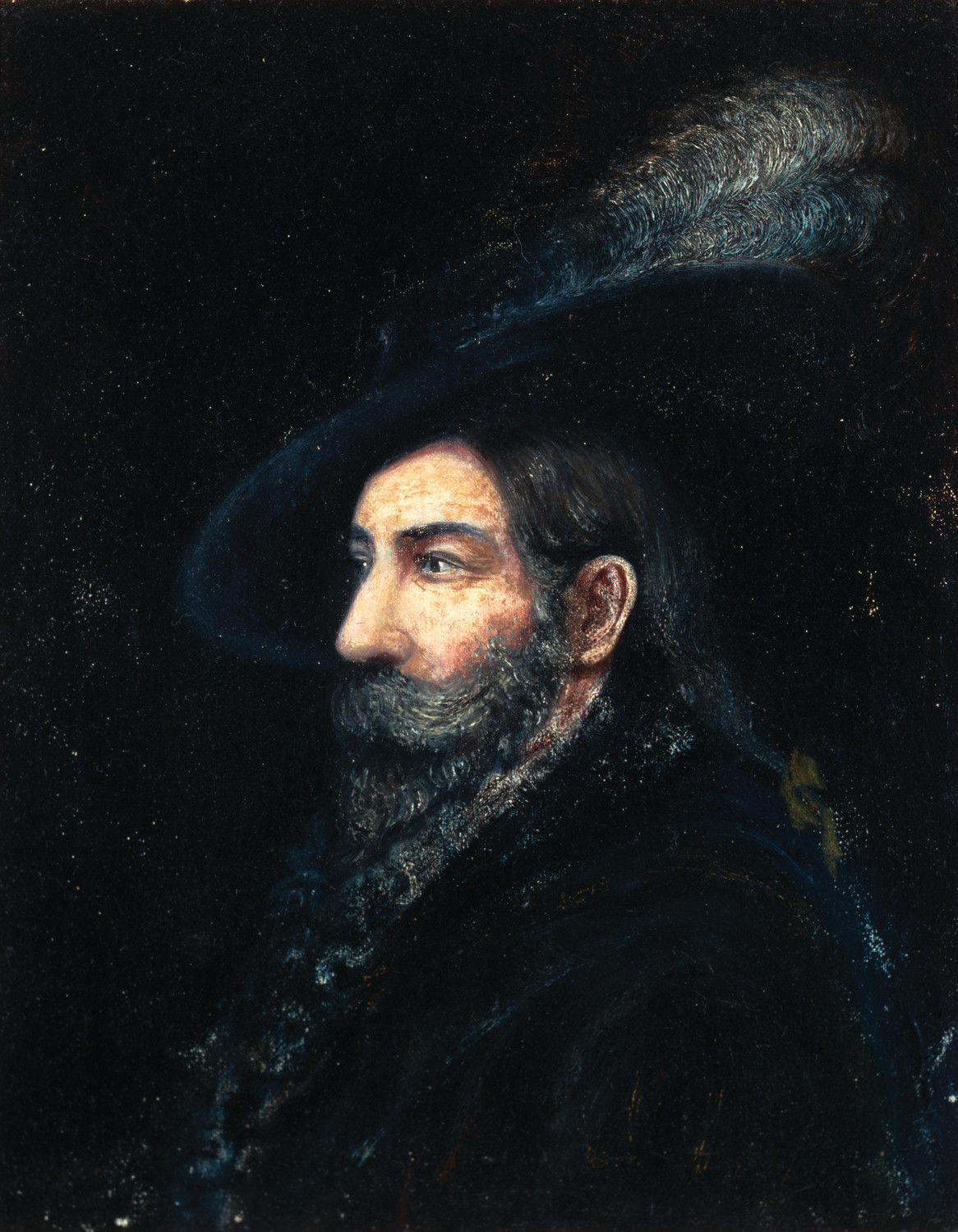
Juan Bautista de Anza.

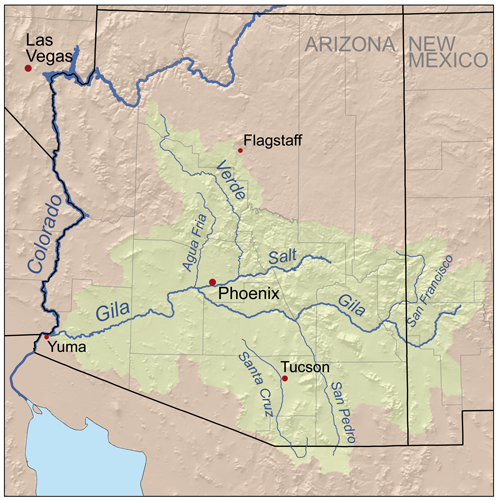
Mapa de la cuenca de drenaje del río Gila en Arizona, Nuevo México y Sonora en Estados Unidos y México.

Juan Bautista de Anza dirigió la primera expedición exploratoria el 8 de enero de 1774,partieron desde el  Presidio de San Ignacio de Tubac, al sur de la actual Tucson, Arizona. Cruzaron el desierto de Sonora hasta California desde México girando hacia el sur del río Gila para evitar los ataques de los apaches hasta que llegaron al río Colorado en el cruce de Yuma, aproximadamente el único camino para cruzar el río Colorado.Se encontraron con los indios quechan (yuma) que eran alrededor de 2000 a 3000, quienes cultivaban la mayor parte de sus alimentos utilizando sistemas de riego y ya habían importado cerámica, caballos, trigo y algunos otros cultivos de Nuevo México.  Luego de cruzar el Colorado para evitar las intransitables Dunas de Algodones, siguieron el río unas 50 millas (80,5 km) hasta aproximadamente la esquina suroeste de Arizona en el río Colorado. Allí, De Anza fue siguiendo un río distributario estacional del Colorado hasta girar hacia el noroeste cerca de la actual Mexicali, México y luego se dirigió hacia el norte a través del actual Valle Imperial. De ahí, Anza giró nuevamente hacia el noroeste cruzando el desierto y las montañas restantes antes de llegar a los valles costeros del sur de California y la Misión San Gabriel Arcángel cerca de la futura ciudad de Los Ángeles, California. Anza tardó unos 74 días en realizar este viaje de reconocimiento inicial para establecer una ruta terrestre hacia California.

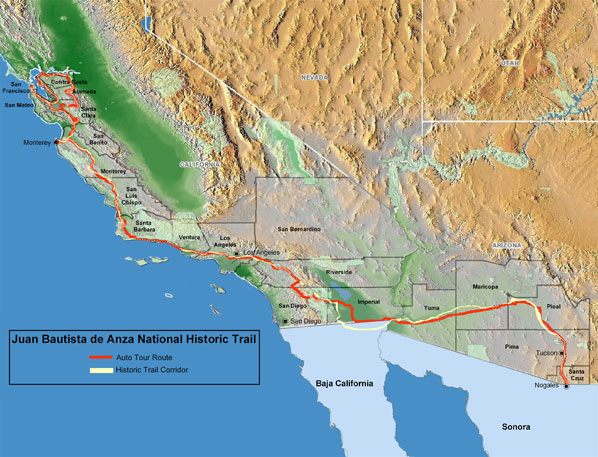
Mapa de las rutas del Sendero Histórico Nacional Juan Bautista de Anza en Arizona y California

A su regreso, volvió sobre su camino hasta el Yuma Crossing del río Colorado y luego bajó por el río Gila hasta llegar al río Santa Cruz (Arizona) y siguiendo hasta Tubac, Arizona. El viaje de regreso sólo duró 23 días, ya que en esta ruta encontró suficiente agua para hacer posible el acceso terrestre a California. En el río Gila, encontró varias aldeas extensas de indios pima, una tribu agrícola pacífica con cultivos extensivos y sistemas de riego ubicados a lo largo del río. 

### Segundo viaje a California
En el segundo viaje de Anza (1775-1776) regresó a California por el camino del río Gila que había descubierto. Partió desde Tubac, Arizona el 22 de octubre de 1775 y llegó a la Bahía de San Francisco el 28 de marzo de 1776. Allí establecieron el Presidio de San Francisco, seguido de la Misión San Francisco de Asís.
En 1779, al padre Francisco Garcés se le asignó establecer una misión en el cruce de Yuma del río Colorado. En 1780, misioneros españoles establecieron dos misiones y sus pueblos cercadel cruce del río Yuma Colorado: Misión San Pedro y San Pablo de Bicuñer y Misión Puerto de Purísima Concepción. Aunque ambos pueblos y misiones estaban en el lado californiano del río Colorado, cerca de la desembocadura del río Gila, eran administrados por las autoridades de Arizona.

## Ruta actual

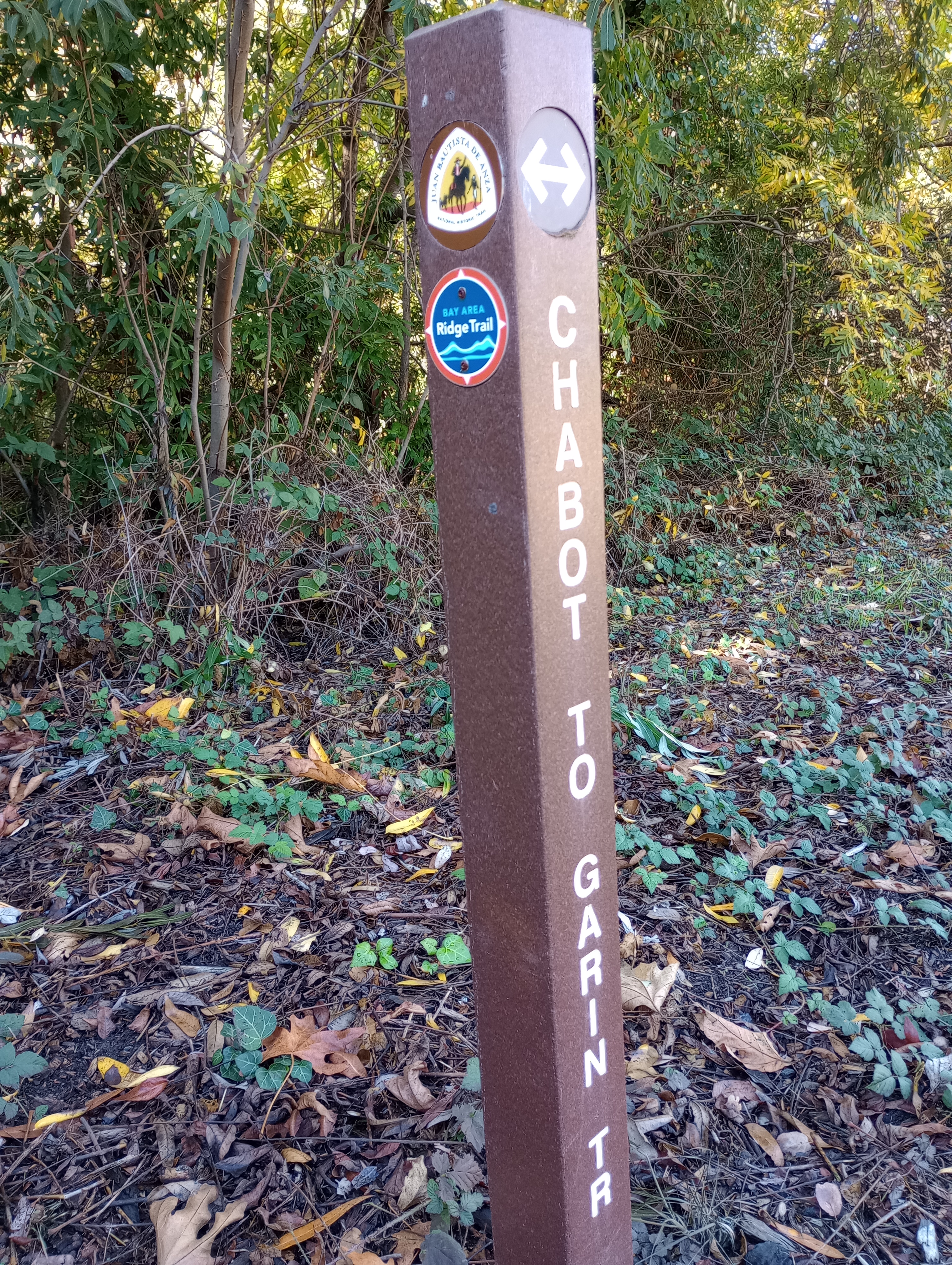
Una versión para caminatas del sendero Juan Bautista de Anza que se encuentra cerca de la entrada principal del Área recreativa regional de Cull Canyon.

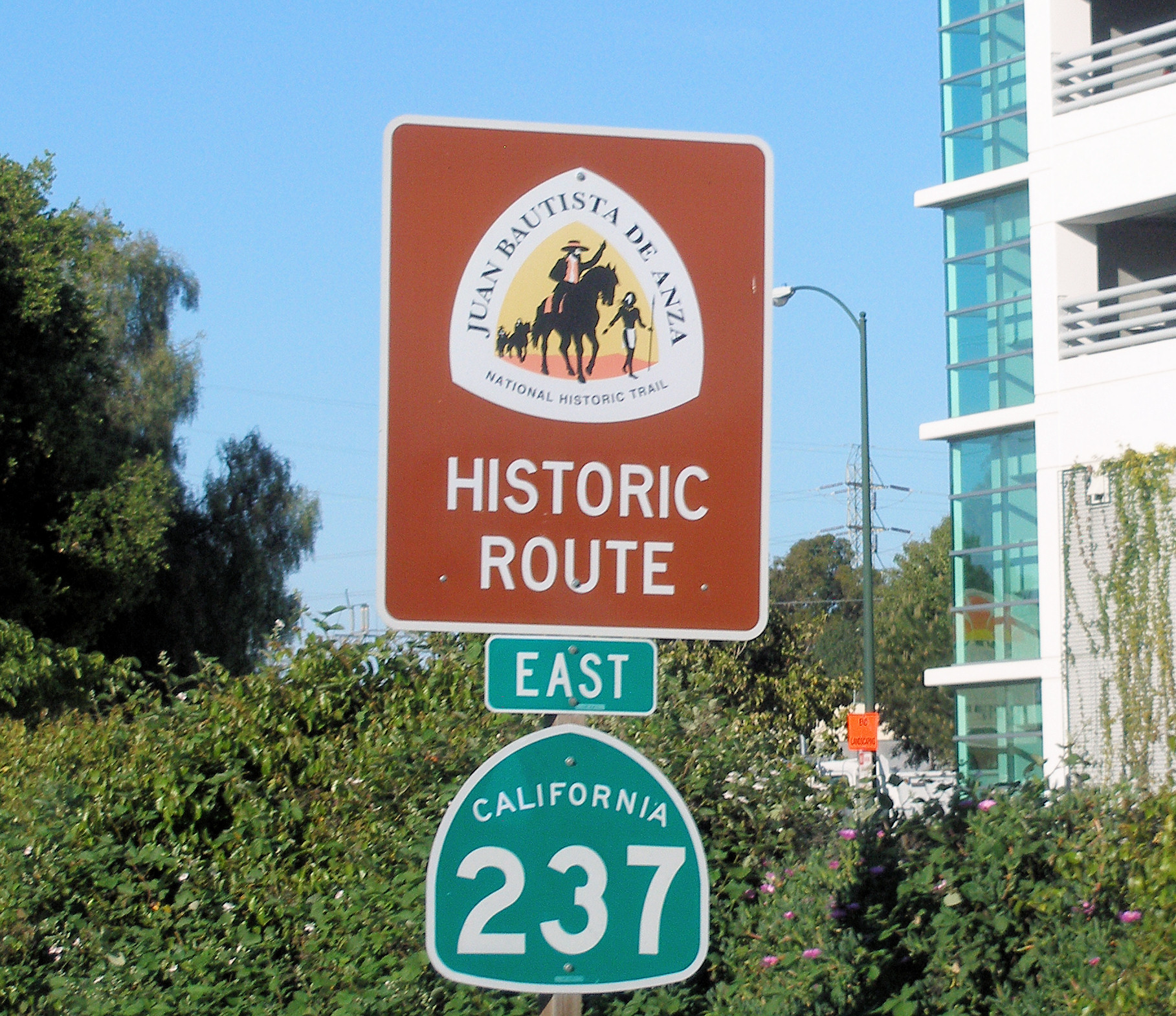
Señalización vial de California para el Anza Trail

Actualmente, es posible seguir los pasos de De Anza y sus compañeros. El Sendero Histórico Juan Bautista de Anza atraviesa México (Sonora y Baja California) y Estados Unidos (Arizona y California). Existe una guía en línea específica que permite planificar el viaje para emular al explorador y militar español. Además, a finales de junio cada año, los descendientes de las 240 valientes familias españolas que participaron en la expedición de 1775-1776 se visten con trajes de época y portan banderas y estandartes para conmemorar esta hazaña. A lo largo de la ruta del Sendero Histórico Nacional Juan Bautista de Anza, los visitantes pueden experimentar variados paisajes similares a los que vio la expedición; conocer las historias de los eventos, miembros y descendientes de la expedición; comprender mejor la diversidad de culturas de los nativos americanos en sus países de origen y su orientación durante la expedición; y apreciar la extensión y las influencias duraderas de los asentamientos coloniales españoles. El Sendero fue designado Sendero Histórico Nacional en 1990.